# Santa Margarida de Bianya
Santa Margarida de Bianya es una entidad de población española del municipio de Vall de Vianya, perteneciente a la provincia de Gerona, en la comunidad autónoma de Cataluña.

## Toponimia
El nombre del lugar puede encontrarse escrito con las grafías Santa Margarida de Bianya y Santa Margarita de Valldeviaña.

## Historia
Hacia mediados del siglo XIX, el lugar, por entonces perteneciente al municipio de Capsech, tenía contabilizada una población de 108 habitantes. Aparece descrito en el decimoquinto volumen del Diccionario geográfico-estadístico-histórico de España y sus posesiones de Ultramar de Pascual Madoz con las siguientes palabras:

VALLDEVIAÑA (Sta. Margarita de): l. en la prov. y dióc. de Gerona, part. jud. de Olot, aud. terr., c. g. de Barcelona, ayunt. de Capsech. sit. en terreno llano, con buena ventilacion y clima frio, pero saludable. Tiene unas 80 casas, y una igl. parr. (Sta. Margarita) servida por un cura de ingreso. El térm. confina con Capsech, San Martin del Clot, San Pedro Despuig y Ridaura. El terreno es de buena calidad; le cruzan varios caminos locales. prod.: trigo, legumbres y patatas; cria ganado y caza de diferentes especies. pobl.: 22 vec., 108 alm. cap. prod.: 2.442,800 rs. imp.: 61,070.
(Madoz, 1849, p. 589)

En la actualidad, pertenece al municipio de Vall de Vianya. En 2023, la entidad singular de población de Santa Margarida de Bianya tenía empadronados 72 habitantes, todos ellos diseminados.